# غوستاف نان
غوستاف نان (بالإستونية: Gustav Naan)‏ (و. 1919 – 1994 م) هو فيزيائي، وعالم فلك، وفيلسوف من إستونيا . ولد في فلاديفوستوك . وكان عضواً في الحزب الشيوعي السوفيتي .
توفي في تالين، عن عمر يناهز 75 عاماً.

## التعليم
تعلم في كلية الفيزياء بجامعة سانت بطرسبورغ الحكومية ‏